# Bouddhas de pierre d'Usuki

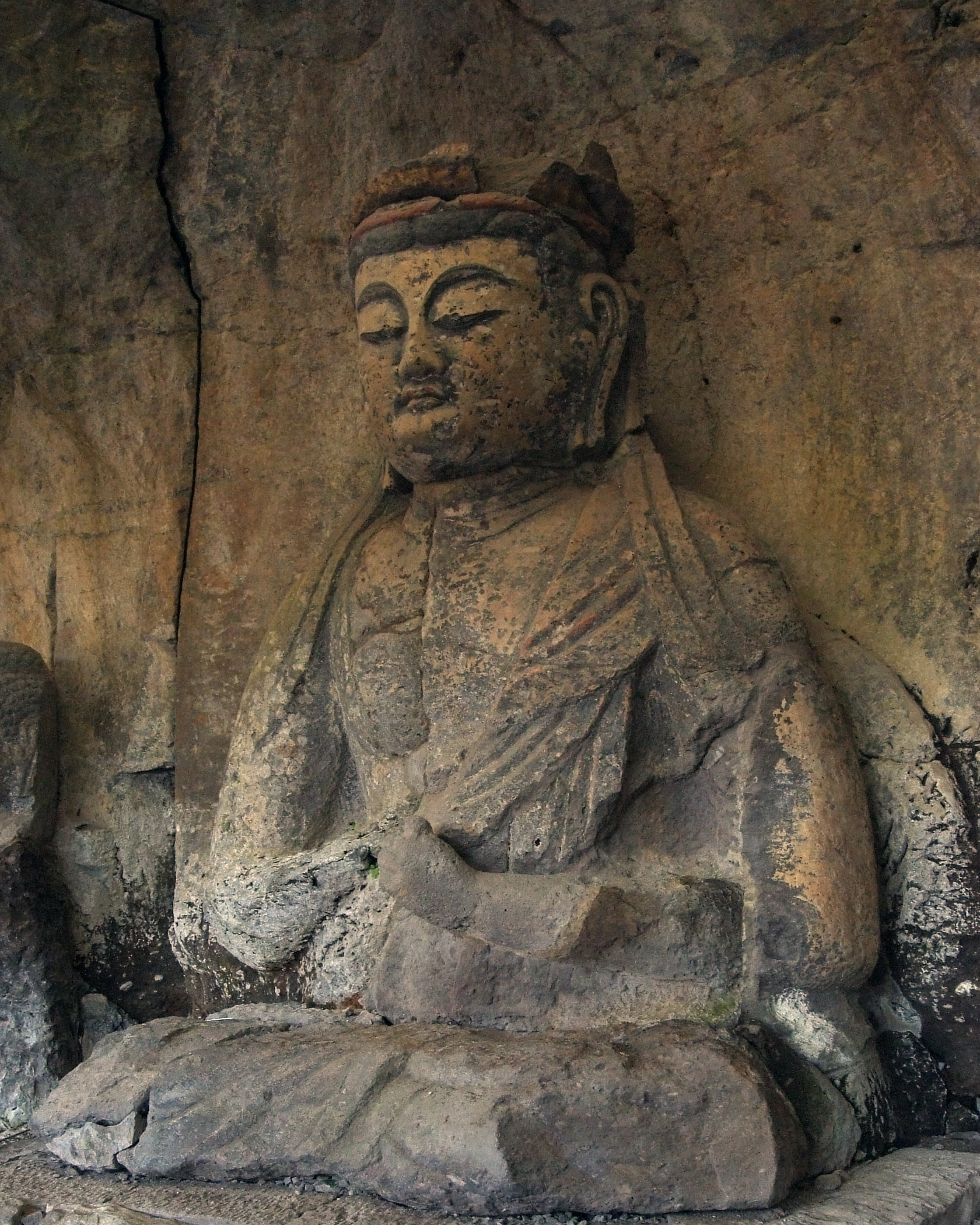
Un des bouddhas de pierre d'Usuki.

Les bouddhas de pierre d'Usuki (臼杵磨崖仏, Usuki magaibutsu) désignent un ensemble de bouddhas sculptés dans la pierre situé à Usuki dans la préfecture d'Ōita, au Japon.

## Histoire
Les statues sont réparties en quatre groupes en pierre qui ont été sculptés au XIIe siècle. La raison pour laquelle ces Bouddhas ont été sculptés à cet emplacement n'est pas claire.

## Biens culturels
Cinquante-neuf des Bouddhas en pierre d'Usuki sont classés trésor national du Japon. Ce sont les premiers trésors nationaux de Kyūshū et également les premiers bouddhas en pierre sélectionnés comme trésors nationaux.

## Source de la traduction
- (en) Cet article est partiellement ou en totalité issu de l’article de Wikipédia en anglais intitulé « Usuki Stone Buddhas » (voir la liste des auteurs).